# Carlos Iturra
Carlos Abelardo Iturra Herrera (Santiago, 1956) es un escritor chileno, destacado principalmente por sus cuentos.

## Biografía
Estudió derecho en la Universidad de Chile y filosofía en la Pontificia Universidad Católica de Chile; finalmente se dedicó a la literatura, incluyendo crítica literaria en la prensa y docencia en talleres y universidades.
Asistió a los talleres literarios de Enrique Lafourcade, de José Donoso y también a las tertulias literarias de la escritora Mariana Callejas. Sobre las tertulias en la casa de la controvertida escritora escribió un cuento, «Caída en desgracia», incluido en su volumen Crimen y perdón.
Como otros narradores que participaron de esas instancias formativas (Gonzalo Contreras, Carlos Franz), pertenece a la generación de la nueva narrativa chilena, en cuyo simposio fundacional participó con el ensayo «Sociedad, literatura, narrativa y NN» incluido con los de otros participantes en el volumen Nueva narrativa chilena (1997).
Fue uno de los pocos escritores que no renegó de la amistad y hospitalidad de Callejas, manifestando que la consideraba una gran escritora. También es uno de los escasos escritores chilenos que confiesa no ser de izquierda, sino liberal e independiente, aunque esa es su posición como ciudadano, pues en tanto escritor no aborda temáticas políticas. Sin embargo, ha recibido innumerables críticas positivas y aún entusiastas en múltiples espacios literarios: «Una joya literaria, esta nueva entrega de cuentos del autor chileno, que lo muestra en la plenitud de su arte y que debe asegurarle una posición eminente en la tradición cuentística hispanoamericana» (E. Weitzdörfer).
Con El Apocalipsis según Santiago ganó en 1983 su «primer premio importante» (el del concurso de la revista Paula), un cuento que, según recuerda, «había leído en el taller de Donoso».
Su primera recopilación de relatos, aparecida en 1987, se titula Otros cuentos, a la que le siguió su novela Por arte de magia (1995). Ha practicado asimismo el cuento breve y el microrrelato: La paranoia de dios, publicado en 2011, reúne 84 cuentos en general de dos o tres páginas; ya antes, en 2007, había publicado Para leer antes de tocar fondo, libro que lleva el subtítulo de Cuentos brevísivos y que contiene más de cien textos, el primero de los cuales dice: «Como el paracaídas ya no se iba a abrir, sacó su Luger y de un balazo se quedó en el cielo».
Fue editor de redacción de La Nación y colaborador durante años de El Mercurio (a veces con el seudónimo de Abelardo Campos), tanto del diario como de su dominical Revista de Libros. También fue editor de la revista Reseña y tanto en el Café Literario de Providencia como en otras instituciones ha dictado talleres literarios y ha realizado clases de escritura creativa en las universidades Las Condes y Andrés Bello.
Dos de sus libros de relatos se centran en la temática gay, Paisaje masculino (1998) y El discípulo amado (2012), mientras que otro, Cuentos fantásticos (2013), consta de cuentos exclusivamente fantásticos. Por lo demás, en todos sus libros figura más de algún relato de alguna de esas temáticas. Cuentos suyos han sido traducidos al inglés ("One More Stripe to the Tiger", The University of Arkansas Press, 1989), francés ("Nouvelles du Chili", L'instant même, 2009) y neerlandés ("De Nieuwe Wereld", Meulenhoff, 1992), mientras que se halla en preparación otra al ruso.

## Obras

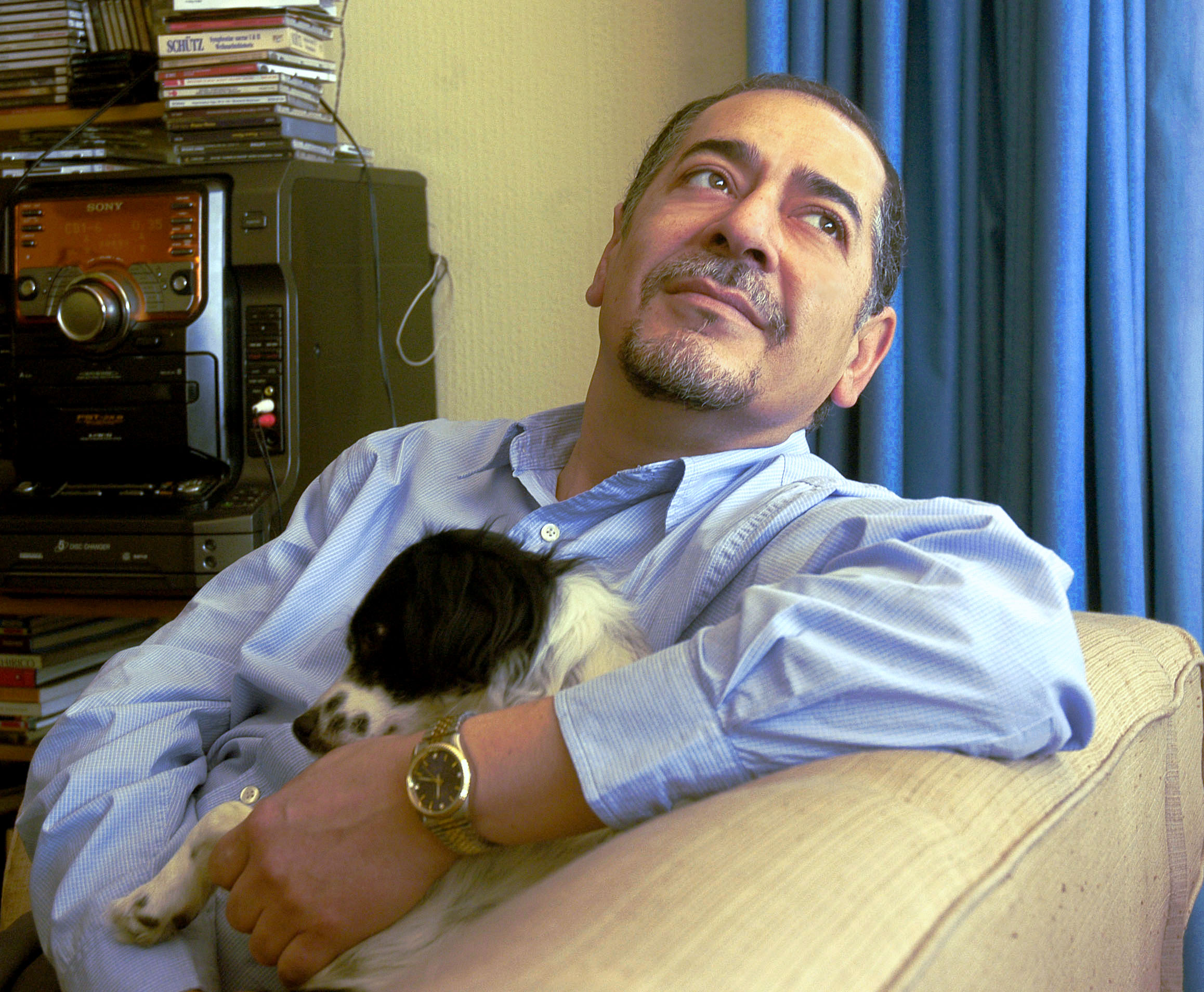
Iturra con Clarita, 2007

- Otros cuentos, Pehuén, 1987. 11 textos:
  - Aurora boreal; Heavy World; La realidad detrás del arte; Epicentro; Byron: Obra póstuma, obra inédita; Una gota de inmortalidad; Circuito mistraliano; Alicia perdida; Sphinix; El Apocalipsis según Santiago; y «La luz del universo»
- Por arte de magia, novela, Caos Ediciones, Santiago, 1995
- ¿La convicción o la duda?, aforismos, Nuevo extremo, 1998
- Paisaje masculino, 13 cuentos de temática gay, Sudamericana, Santiago, 1998
  - Carta al papá; El profesor de filosofía; Castillo interior; Juventud y hormonas; Amistad a la chilena; El ejemplo para la juventud; «La puerta en el muro»; Santiago y Gomorrra; Paisaje masculino; «Tornami a dir che m'ami» ; Wilfredo; En mi mitad de la  noche; y Nunca se sabe
- Pretérito presente, 16 cuentos, Catalonia, Santiago, 2004
  - La misteriosa muerte de Mateo Silva; Pretérito presente;  Películas de terror de un chico de miedo; Segundas verdades; Los crímenes perfectos del juez Iriarte; La mansión tétrica; Viejas canciones; Cuarenta y ocho horas más; El hijo ajeno; Cita a ciegas; Sueño con vampiros; La mujer que había sido inteligente; Caridad por casa; Deus ex machina / espera y verás; Punto de sublimación; y El principio de la coincidencia
- Para leer antes de tocar fondo, «cuentos brevísimos», Catalonia, Santiago, 2007
- Crimen y perdón, cuentos, Catalonia, Santiago, 2008. Contiene 22 textos:
  - Tres versiones de Caín; Crimen y perdón; Películas de tiempo; Traición en el comando; El extraño caso de Rengifo y Meneses; Extravagancia; Grutesco Vaticano; Plata para la tumba; La familia dividida; La mejor venganza; Los asesinatos de Semana Santa; Caza de cuentos; El amigo de mamá; La informante triangulada; Premonición; «Nosotros»; El Expreso de Orión; Taxi en invierno; La desaparecida de Humberstone; Caída en desgracia; Los diarios de Ugalde; y La conciencia de NN
- La paranoia de dios, 84 cuentos cortos, Catalonia, Santiago, 2011
- El discípulo amado y otros paisajes masculinos, 21 cuentos de temática gay, Catalonia, Santiago, 2012.
- Cuentos fantásticos, Catalonia, Santiago, 2013. Contiene 18 textos:
  - Un hogar en París; El golfo en la pared; La curvatura del tiempo; Demonios den San Diego; Sueños sibilinos; Xavier vive y mata; La mole; Lo que tocó a Bruno; Un fantasma no sabe morir; La viaggiatrice; Los visitantes; El desenlace; La fortuna Correa-Varas; Oniria; Z4; Por qué lo hiciste…; La posteridad de Shakespeare; y Nocturno del torturado
- Morir a tiempo, Catalonia, Santiago, 2014. Contiene 22 cuentos.
- La duración promedio del presente, Catalonia, Santiago, 2016. Contiene 23 cuentos.
- Maestros y otros ensayos, ensayo, Zuramérica, Santiago, 2022.

## Premios y reconocimientos

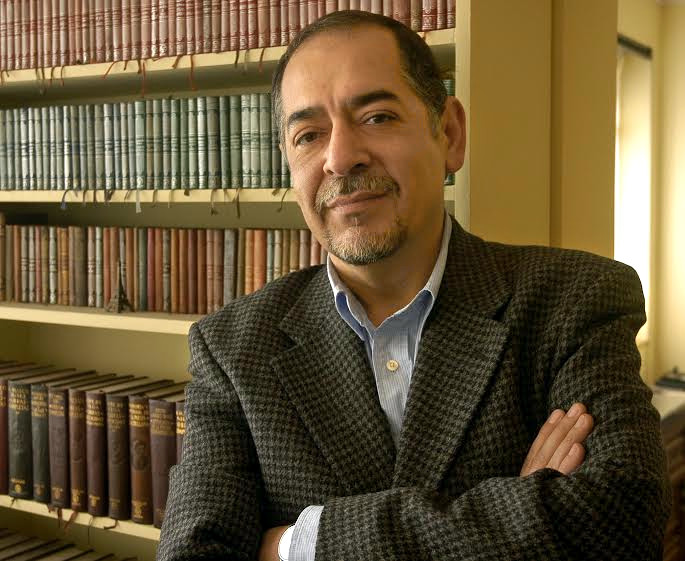
Iturra en 2015

- Premio del concurso de la revista Paula 1983 con el cuento El Apocalipsis según Santiago
- Premio Municipal de Literatura de Santiago 2005 por Pretérito presente
- Premio Mejores Obras Literarias Publicadas 2005 por Pretérito presente (Consejo Nacional del Libro y la Lectura)[5]
- Premio Municipal de Literatura de Santiago 2009 por Crimen y perdón[6]
- Premio Mejores Obras Literarias Publicadas 2009 por Crimen y perdón
- Finalista del Premio Municipal de Literatura de Santiago 2017 con La duración promedio del presente[7]

## Controversias
En la casa de la exagente de la DINA Mariana Callejas, donde se realizaba tertulias literarias, también se recluía a militantes de izquierda secuestrados, quienes eran brutalmente torturados. Los destacados escritores chilenos Roberto Bolaño y Pedro Lemebel escribirían al respecto, aunque jamás estuvieron ahí. Este último apuntó lo siguiente:

[...] todo el mundo veía y prefería no mirar, no saber, no escuchar esos horrores que se filtraban por la prensa extranjera. Esos cuarteles tapizados de enchufes y ganchos sanguinolentos, esas fosas de cuerpos retorcidos. Era demasiado terrible para creerlo. En este país tan culto, de escritores y poetas, no ocurren esas cosas, pura literatura tremendista, pura propaganda marxista para desprestigiar al gobierno, decía Mariana subiendo el volumen de la música para acallar los gemidos estrangulados que se filtraban desde el jardín.